# Province d'Aija
La province d'Aija (en espagnol : Provincia de Aija) est l'une des vingt provinces de la région d'Ancash, au Pérou. Son chef-lieu est la ville d'Aija.

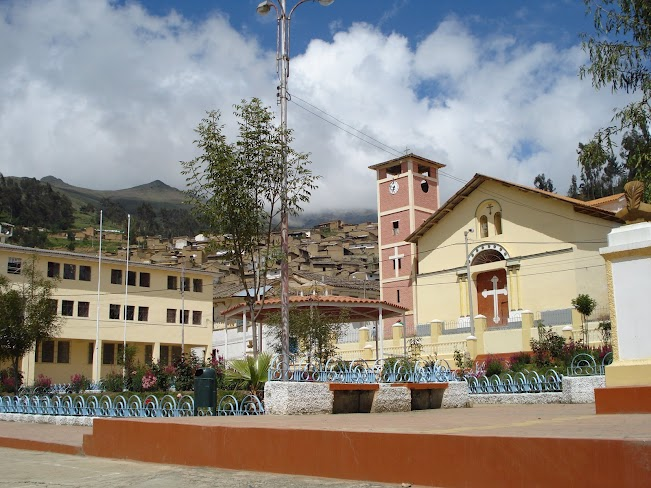
Aija, la capitale de la province

## Géographie
La province couvre une superficie de 676,72 km2. Elle est limitée au nord par la province de Huaraz, à l'est par la province de Recuay, au sud et à l'ouest par la province de Huarmey.

## Population
La population de la province s'élevait à 7 995 habitants en 2007.

## Subdivisions
La province d'Aija est divisée en cinq  districts :
- Aija
- Coris
- Huacllán
- La Merced
- Succha